# فلاديمير سولوفيوف (فيلسوف)
فلاديمير سولوفيوف (الروسية: Влади́мир Серге́евич Соловьёв) (و. 1853 – 1900 م) هو فيلسوف، وشاعر، وصحفي الرأي، وأستاذ جامعي، وناقد أدبي، من الإمبراطورية الروسية. ولد في موسكو، توفي عن عمر يناهز 47 عاماً.

## التعليم
تعلم في جامعة موسكو الحكومية.
لعب دورا أساسيا في تطور الفلسفة والشعر الروسيين في نهاية القرن التاسع عشر وفي النهوض الروحي في بداية القرن العشرين.

## روابط خارجية
- فلاديمير سولوفيوف على موقع الموسوعة البريطانية (الإنجليزية)
- فلاديمير سولوفيوف على موقع ميوزك برينز (الإنجليزية)